# Хабарово (деревня, Даниловский район)
Хаба́рово — деревня в Даниловском районе Ярославской области, входит в состав Даниловского сельского поселения. Находится в 19 км от Данилова в 1 км от автомобильной дороги Череповец — Данилов на реке Лунка. Главная и единственная улица деревни — Лесная.
Почтовый индекс: 152094.